# Barbara Lindquist
Pour les articles homonymes, voir Lindquist.
Barbara Lindquist née le 1er juillet 1969 à Wilmington est une triathlète professionnelle américaine. Elle remporte la coupe du monde en 2003.

## Biographie
Barbara Lindquist est qualifiée et participe aux Jeux olympiques d'été de 2004 où elle prend la neuvième place avec un temps de 2 h 6 min 54 s 49. Elle est nommée en 2014, pour l'ITU Hall of Fame.

## Palmarès
Le tableau suivant présente les résultats les plus significatifs (podium) obtenus sur le circuit national et international de triathlon depuis 1999,.
| Année | Compétition                              | Pays       | Position | Temps           |
| ----- | ---------------------------------------- | ---------- | -------- | --------------- |
| 2005  | Championnat États-Unis Xterra            | États-Unis |          | Timing          |
| 2003  | Escape from Alcatraz Triathlon           | États-Unis |          | Timing          |
| 2003  | Coupe du monde - Classement Général      |            |          |                 |
| 2003  | Coupe du monde - l'étape de Ishigaki     | Japon      |          | 2 h 1 min 36 s  |
| 2003  | Coupe du monde - l'étape de Edmonton     | Canada     |          | 1 h 57 min 30 s |
| 2003  | Coupe du monde - l'étape de Geelong      | Australie  |          | 2 h 9 min 0 s   |
| 2003  | Coupe du monde - l'étape de Madère       | Portugal   |          | 1 h 59 min 51 s |
| 2002  | Championnat du monde                     | Mexique    |          | 2 h 1 min 40 s  |
| 2002  | Coupe du monde - Classement Général      |            |          |                 |
| 2002  | Coupe du monde - l'étape de Ishigaki     | Japon      |          | 1 h 56 min 53 s |
| 2002  | Coupe du monde - l'étape de Edmonton     | Canada     |          | 2 h 1 min 42 s  |
| 2001  | Wildflower Triathlon                     | États-Unis |          | Timing          |
| 2001  | Coupe du monde - Classement Général      |            |          |                 |
| 2001  | Coupe du monde - l'étape de Corner Brook | Canada     |          | 2 h 3 min 53 s  |
| 2001  | Coupe du monde - l'étape de Ishigaki     | Japon      |          | 1 h 56 min 47 s |
| 2001  | Coupe du monde - l'étape de Toronto      | Canada     |          | 2 h 2 min 15 s  |
| 2000  | Coupe du monde - l'étape de Corner Brook | Canada     |          | 2 h 10 min 55 s |
| 1999  | Coupe du monde - l'étape de Big Island   | États-Unis |          | 2 h 11 min 12 s |
| 1999  | Championnat des États-Unis               | États-Unis |          | 2 h 3 min 1 s   |